# ВЛ15
Электровоз ВЛ15 (Владимир Ленин, тип 15, прозвище — Локозавр) — электровоз постоянного тока с двумя секциями и колёсной формулой 2(2О−2О−2О), выпускавшийся в 1984—1991 годы. Проект электровоза ВЛ15 разработан Специальным конструкторским бюро Тбилисского электровозостроительного завода.

## Конструкция
По электрической части ВЛ15 во многом унифицирован с ВЛ11, по механической — с ВЛ85. Одно из главных отличий по оборудованию — более мощные ТЭД-ы ТЛ-3Б и рассчитанные на их бо́льшие токи силовые контакторы, также на большинстве электровозов заводом-изготовителем были установлены тиристорные преобразователи возбуждения, позже заменённые на обычные электромашинные. Всего на Тбилисском и Новочеркасском (где делалась механическая часть) заводах было построено 50 таких машин. Из них 4 электровоза модификации ВЛ15С (отличием от ВЛ15 является оборудование системы многих единиц), а также 6 электровозов модификации ВЛ15А (отличие в том, что они выпущены без возможности рекуперации).
Как и на электровозах ВЛ11 и ВЛ82, каждая секция ВЛ15 имеет самостоятельную силовую схему. Шесть тяговых двигателей, как на ЧС2 или ВЛ23, могут соединяться все последовательно (на этом соединении разгон с предельной силой тяги идёт до скорости 15—20 км/ч), последовательно-параллельно (две параллельные цепи по три двигателя, предельная сила тяги сохраняется до скорости 35—40 км/ч) либо параллельно (три цепи по два двигателя, сила тяги около 70 тс сохраняется до 60—65 км/ч). При переходе с соединения на соединение в цепь вводятся разделительные диоды (схема вентильного перехода), обеспечивающие переход без провала силы тяги и ударов в тяговых редукторах. При разгоне используется пусковой реостат, который полностью выводится на 20-й (последовательное, оно же сериесное — С-соединение), 35-й (СП-соединение) и 46-й (параллельное соединение) позициях контроллера машиниста. Длительная езда на неходовых позициях (когда реостат не выведен) запрещена во избежание его перегорания.
Также для малых скоростей движения и плавного трогания предусмотрено последовательное соединение всех двенадцати ТЭД электровоза — при нулевой позиции контроллера переключатель «Нормальный — Маневровый», стоящий в середине пульта, переключается во второе положение, после этого допускается набор позиций до 20-й, электровоз будет двигаться со вдвое меньшей скоростью, разгон получается более плавным и экономичным. Такой режим, как и при эксплуатации ВЛ11 (и в редких случаях ВЛ82М), применяется для исключения пережога контактного провода (ток соединённых последовательно секций намного меньше, нежели ток двух параллельно включённых) при трогании и для взятия с места тяжёлых поездов. На любой из трёх ходовых позиций с помощью тормозной рукоятки контроллера можно включить получить четыре ступени ослабления возбуждения (75, 55, 43 и 36 %) для повышения скорости.
На каждой секции электровоза расположено по два токоприёмника Т-5М1. При эксплуатации ВЛ15 предписано стоянку и трогание производить при трёх поднятых токоприёмниках (первом, втором и четвёртом по ходу движения). При разгоне до скорости 5—10 км/ч первый по ходу движения токоприёмник опускается, а при отправлении поезда с бокового пути станции — на расстоянии не менее 15—20 м от ближайшего стрелочного перевода.

## Эксплуатация
Большинство электровозов этой серии эксплуатировались в разные годы в локомотивных депо Кандалакша (с 1995—2001), Волховстрой и Санкт-Петербург-Сортировочный-Московский.
Все локомотивы ВЛ15 и ВЛ15С, находящиеся в эксплуатации в настоящее время, приписаны к ТЧЭ-21 Волховстрой. 5 из 6 ВЛ15А (ВЛ15А-001 списан) находятся в эксплуатации на предприятии Апатит.
В 2008 году на Воронежском тепловозоремонтном заводе электровоз ВЛ15-008 был перестроен в газотурбовоз ГТ1-001.

## Фото

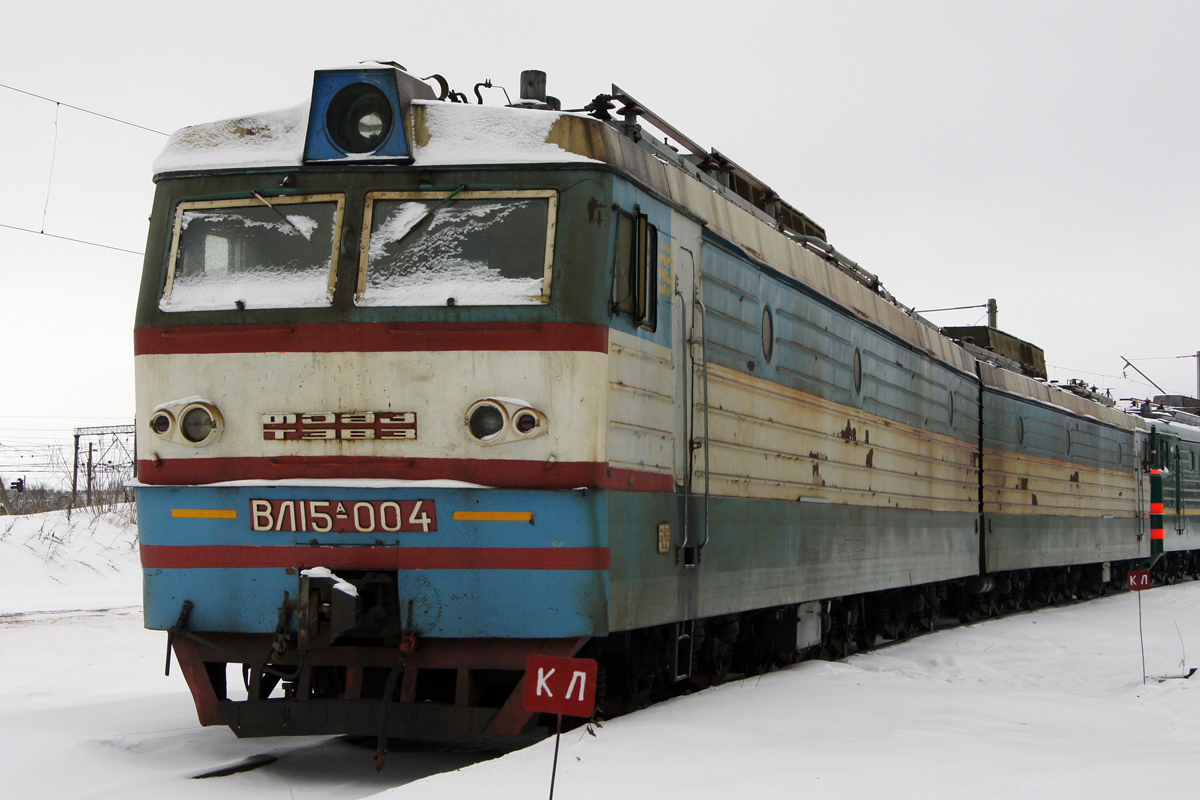
ВЛ15А-004
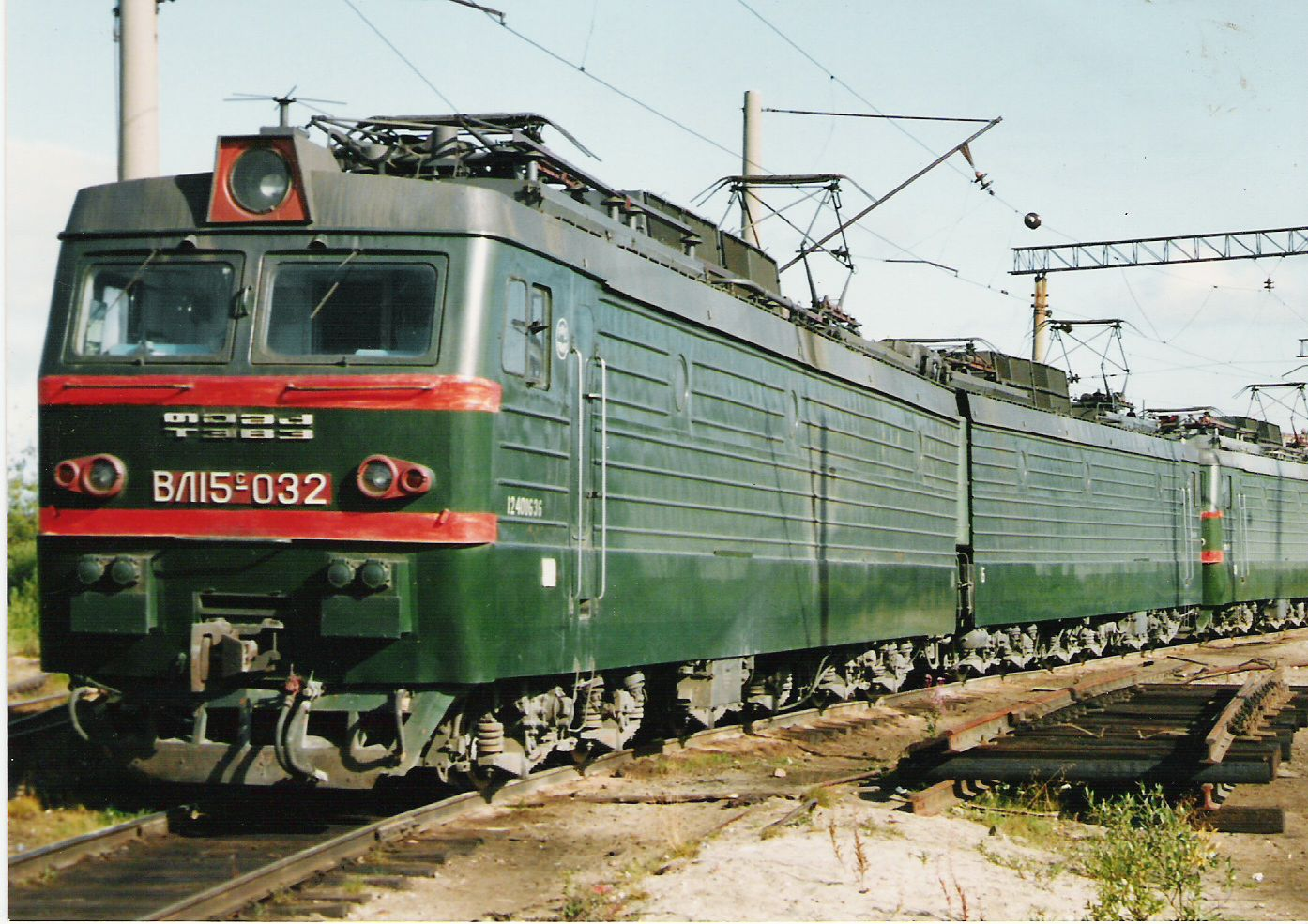
ВЛ15C-032